# Masters (album)
Masters è un album discografico in studio della cantante italiana Rita Pavone, pubblicato l'8 ottobre 2013 dall'etichetta discografica Sony Music. Si tratta del primo album dell'artista a distanza di 19 anni dall'ultimo lavoro inedito e dopo otto anni di assenza dalle scene.
Si tratta di un doppio album; il primo disco contiene quindici cover di classici della musica in inglese, mentre nel secondo disco sono presenti le versioni in lingua italiana degli stessi brani, con traduzioni curate dalla stessa Pavone insieme a Dario Gay, Enrico Ruggeri, Lina Wertmüller e Franco Migliacci.
Il disco si è piazzato al diciottesimo posto della classifica di vendite italiana.

## Tracce
CD (I Bibanesi 88883757442 (Sony) / EAN 0888837574426)
Disco 1
1. All Nite Long – 3:04 (Woody Harris) – Versione originale di Bobby Darin
2. By Myself – 3:05 (Arthur Schwartz,) – Versione originale di Carmen McRae
3. I Want You with Me – 2:48 (Woody Harris) – Versione originale di Elvis Presley
4. Where Is the One – 3:07 (Alec Wilder, Edwin Finckel) – Versione originale di Bobby Darin
5. Rainin' – 2:50 (Bobby Darin) – Versione originale di Bobby Darin
6. What's the Matter, Baby? – 3:10 (Joy Byers, Clyde Lovern Otis) – Versione originale di Timi Yuro
7. I Wonder Who's Kissing Her Now – 2:28 (Will M. Hough, Frank R. Adams, Joseph Howard) – Versione originale di Ray Charles
8. If I Never Get to Love You – 3:12 (Burt Bacharach, Hal David) – Versione originale di Gene Pitney
9. Only One Little Item – 3:50 (Libby Holden) – Versione originale di Bobby Darin
10. Under Your Spell Again – 2:51 (Buck Owens, Dusty Rhodes) – Versione originale di Buck Owens
11. You're the Reason I'm Living – 3:28 (Bobby Darin) – Versione originale di Bobby Darin
12. Since You've Been Gone – 2:35 (Rudy Clark) – Versione originale di Bobby Darin
13. Once Upon a Time – 3:35 (Charles Strouse, Lee Adams) – Versione originale di Charles Strouse e Lee Adams
14. Lazy River – 2:42 (Hoagy Carmichael, Sidney Arodin) – Versione originale di Hoagy Carmichael
15. The Curtain Falls – 3:58 (Sol Weinstein) – Versione originale di Bobby Darin

Disco 2
1. Sweet Deejay - Gimme Some Swing – 3:05 (Woody Harris, Franco Migliacci, Rita Pavone) – Versione originale di Bobby Darin
2. Ripartirò da me – 2:47 (Arthur Schwartz, Rita Pavone) – Versione originale di Carmen McRae
3. Un film in anteprima (mia madre disse) – 2:47 (Woody Harris, Rita Pavone, Dario Gay) – Versione originale di Elvis Presley
4. Dove sarà – 3:06 (Alec Wilder, Edwin Finckel, Rita Pavone) – Versione originale di Bobby Darin
5. Pioggia – 2:50 (Bobby Darin, Enrico Ruggeri) – Versione originale di Bobby Darin
6. Tu mi tieni... – 2:52 (Dusty Rhodes, Alvin E. Owens Jr., Rita Pavone) – Versione originale di Buck Owens
7. Ma lei è lei... – 2:28 (Joy Byers, Clyde Lovern Otis, Rita Pavone) – Versione originale di Timi Yuro
8. Se potessi amarti ancora – 3:12 (Burt Bacharach, Hal David, Enrico Ruggeri) – Versione originale di Gene Pitney
9. Un buffo dettaglio – 3:50 (Libby Holden, Rita Pavone) – Versione originale di Bobby Darin
10. Sono fatti miei – 2:35 (Rudy Clark, Rita Pavone, Dario Gay) – Versione originale di Bobby Darin
11. Domande – 2:28 (Will M. Hough, Frank R. Adams, Joseph Howard, Enrico Ruggeri) – Versione originale di Ray Charles
12. Mille anni fa – 3:37 (Charles Strouse, Lee Adams, Rita Pavone) – Versione originale di Charles Strouse e Lee Adams
13. È per te che io vivo – 3:35 (Bobby Darin, Enrico Ruggeri) – Versione originale di Bobby Darin
14. Sveglia vecchio fiume – 2:42 (Hoagy Carmichael, Sidney Arodin, Lina Wertmüller, Rita Pavone) – Versione originale di Hoagy Carmichael
15. Ho tolto il make-up – 4:48 (Sol Weinstein, Enrico Ruggeri) – Versione originale di Bobby Darin

## Formazione
- Rita Pavone - voce
- Carmelo Isgrò - basso, contrabasso
- Massimo Pacciani - batteria
- Rino Di Pace - batteria
- Antonello Coradduzza - chitarra, slide guitar
- Alessandra Amorino - flauto
- Enrico Cremonesi - organo Hammond, piano Fender, piano Hammond, pianoforte, tastiere, vocoder, arrangiamenti orchestra, cori
- Ambrogio Frigerio - percussioni, trombone
- Daniele Manciocchi - sassofono alto
- Carlo Maria Micheli - sassofono alto, sassofono baritono, sassofono tenore
- David Brutti - sassofono baritono
- Davide Grottelli - sassofono tenore
- Franco Marinacci - sassofono tenore
- Daniele Giardina - tromba
- Giancarlo Ciminelli - tromba
- Sergio Vitale - tromba
- Settimio Savioli - tromba
- Enzo De Rosa - trombone
- Luigi Avellino - trombone
- Roberto Pecorelli - trombone
- Gaia Orsoni - viola
- Nico Ciricugno - viola
- Luisiana Lorusso - violino
- Aurela Gioka - violino
- Mario Gentili - violino
- Maurizio Missiato - violino
- Melissa Majoni - violino
- Nataliya Nykolayishyn - violino
- John Maida - violino
- Eunice Cangianiello - violino
- Giulia Pavan - violino
- Piermarco Gordini - violino
- Silvia Vicari - violino
- Zita Musci - violino
- Kyungmi Lee - violoncello
- Claudia Della Gatta - violoncello
- Angie Brown - cori
- Letizia Liberati - cori

## Classifiche
| Classifica (2013) | Posizione massima |
| ----------------- | ----------------- |
| Italia            | 18                |